# Piotr Mazur
Piotr Mazur o Peter Mazur (Vancouver, 2 de desembre de 1982) va ser un ciclista polonès, professional del 2005 al 2008. En el seu palmarès destaquen dos campionats nacionals en contrarellotge.

## Palmarès
- 1999
  - Vencedor d'una etapa al Tour de la regió de Łódź
- 2000
  -  Campió del món júnior en contrarellotge
  - 1r a la Copa del món UCI júnior
  - 1r a la Cursa de la Pau júnior
  - 1r al Tour de l'Abitibi
  - Vencedor d'una etapa als Dos dies de Heuvelland
- 2002
  - 1r a la Clàssica Mont-real-Quebec Louis Garneau
- 2003
  - 1r a la Majowy Wyścig Klasyczny-Lublin
- 2005
  -  Campió de Polònia en contrarellotge
- 2006
  -  Campió de Polònia en contrarellotge

### Resultats al Giro d'Itàlia
- 2006. Abandona